# Hirshabelle
Lo Hirshabelle è uno dei cinque Stati federati della Somalia, costituitosi come entità autonoma nel 2016 come parte della Repubblica federale somala.
Esso deriva dalla unione delle regioni amministrative di Hiran, al nord, confinante con lo Stato federale del Galmudugh, e di Medio Scebeli, al sud, confinante con lo Stato federale della Somalia sud-occidentale; l'Etiopia ne costituisce il confine occidentale, e l'Oceano Indiano quello orientale
La capitale è Giohar.

## Storia
La creazione dello Stato è stata inizialmente controversa, in quanto entrambe le regioni che ne fanno parte hanno rivendicato l'ambizione di costituirsi come Stato regionale. 
Nell'ottobre 2016 furono tenute elezioni presidenziali, vinte da Abdi Abdullahi Osoble.
L'11 marzo 2017, il Parlamento dello Stato federale approvò il nuovo governo di 52 ministri. Nel settembre 2017, il Parlamento ha eletto il secondo presidente dello Stato, Mohamed Abdi Ware.
Tuttavia l'effettivo controllo del territorio resta limitato ad alcune parti del Medio Scebeli ed alla città di Giohar, mentre il governo risiede di fatto a Mogadiscio.